# Нохур
Нохур — село в Ахалском велаяте Туркменистана. Расположено в двух часах езды от Ашхабада, на юге Копетдагского хребта, в горах, на высоте 1000—1100 метров над уровнем моря.
По преданиям, название Нохур происходит от имени библейского пророка Ноя, ковчег которого после сорокадневного плавания причалил к горе Маноман. Слово «нох» или «нух» переводятся как «удар». Здешние старожилы рассказывают легенду, объясняющую богатство флоры и фауны Нохура. В Нохуре верят, что в незапамятные времена Ной выпустил в этих горах всех животных и птиц и посадил все семена, которые хранились на ковчеге.
Село Нохур вошло в список «100 самых романтических мест мира». Селения Старый и Новый Нохур на горном плато — это двухэтажные дома самобытной архитектуры, выложенные на склонах из горного камня, среди виноградников, миндальных и гранатовых деревьев. Горцы возделывают огороды и сады в труднодоступных местах, узких ущельях и на вершинах гор, на высоте 1600—1800 метров над уровнем моря.
В районе села Нохур расположен Нохурский водопад (шарлавук Хур-Хуры), высотой 53 метра,берущий начало в нескольких небольших горных источниках.Но в 2019 году произошел обвал горной породы , и сейчас высота составляет всего 3 метра. Из-за разбора воды на полив большую часть года водопад не функционирует. В районе села Нохур расположена пещера «Дом Дэва» — узкая расщелина. Здесь же находится самая высокая точка Копетдага, которая называется Учкуи — «Три колодца». В Нохуре растёт огромная многовековая чинара, в дупле которого могут поместиться несколько человек. На окраине селения находится место исполнения желаний — Гыз биби, узкая трещина в скале, которую местные жители считают одними из ворот в рай.

## Достопримечательности
- Водопад Хур-Хури высотой 53 метра.
- Пещера Дом Дэва — расщелина, спускающаяся внутрь горы.